# Yuli - Danza e libertà
Yuli - Danza e libertà (Yuli) è un film del 2018 diretto da Icíar Bollaín.

## Trama
La vera storia di Carlos Acuesta soprannominato Yuli: bambino indisciplinato che negli Anni 80 viene costretto dal padre ad intraprendere la carriera del ballerino ed assecondandolo ad un grande talento per la danza.

## Distribuzione
Il film è stato distribuito nelle sale cinematografiche a partire dal 17 ottobre 2019.